# Чо Чун Хо
Чо Чун Хо  (кор. 조준호, 16 грудня 1988) — південнокорейський дзюдоїст, олімпійський медаліст.

## Виступи на Олімпіадах
| Олімпіада   | Дисципліна           | Місце |
| ----------- | -------------------- | ----- |
| Лондон 2012 | напівлегка категорія | 3T    |

## Зовнішні посилання
- Досьє на sport.references.com